# Nazionale maschile di hockey su prato della Cecoslovacchia
La nazionale di hockey su prato della Cecoslovacchia era la squadra di hockey su prato rappresentativa della Cecoslovacchia, prima di sciogliersi nel 1993 per formare la Repubblica Ceca e la Slovacchia.

## Partecipazioni

### Mondiali
- 1994-2006 – non partecipa

### Olimpiadi
- 1996-2008 – non partecipa

### Champions Trophy
- 1993-2008 – non partecipa

### EuroHockey Nations Championship
- 1970 - 10º posto
- 1974 - 9º posto
- 1978 - 10º posto
- 1983 - non partecipa
- 1987 - non partecipa
- 1991 - non partecipa